# Johann Friedrich Facius
Johan Friedrich Facius, né à Cobourg le 26 janvier 1750 et décédé le 21 juin 1825, est un philologue classique allemand.

## Biographie
Il a fréquenté dès l'âge de 13 ans le gymnasium Casimirianum de Cobourg, où il a développé un penchant pour la philologie. En 1767, il entame des études de théologie et de philologie à l'Université de Göttingen. Il y développe son goût pour l'art et l'archéologie en écoutant les conférences de Christian Gottlob Heyne avec qui il restera en correspondance jusqu'en 1807.
Après divers emplois de précepteur, il devient, à l'âge de 27 ans, professeur associé au gymnasium Casimirianum de Cobourg, où il obtient une chaire en 1807. 
Il est l'auteur de nombreux ouvrages spécialisés sur l'antiquité gréco-romaine, notamment un commentaire en latin de la Poétique d'Aristote (1793) et une Graeciae descriptio également en latin (1796).